# Мали бегунац (филм из 1953)
Мали бегунац је амерички независни филм из 1953. који су написали и корежирали Рејмонд Абрашкин (као Реј Ешли), Морис Енгел и Рут Оркин, који говори причу о детету које је само на Кони Ајленду. У филму глуме Ричи Андруско у насловној улози Џоија Нортона и Ричард Брустер као његов брат Лени.
Мали бегунац је утицао на Француски нови талас и савремени критичари га сматрају филмом који је оријентир због свог натуралистичког стила и револуционарне употребе непрофесионалних глумаца у главним улогама. Номинован је за Оскара за најбољи сценарио, филмску причу и приказан на филмском фестивалу у Венецији где је награђен Сребрним лавом.
1997. године, филм је изабран за чување у Националном филмском регистру Сједињених Држава од стране Конгресне библиотеке као „културолошки, историјски или естетски значајан“.
Био је то први и најпознатији од три Енгелова играна филма. Уследили су га Љубавници и лизалице 1956. и Венчања и бебе, снимљени 1957. и пуштени 1960. Сва три филма су стилски слична и снимана су на ручне 35 милиметарске камере. Камере коришћене у прва два филма нису снимале звук, а дијалог је синхронизован након снимања. Венчања и бебе је била прва играна игра снимљена преносивом камером која је омогућавала синхронизовани звук.

## Радња
Џои Нортон, дечак од седам година, живи са својим старијим братом Ленијем у четврти Бруклина са нижом средњом класом. Џои је сувише мали да би га Лени и Ленијеви пријатељи схватили озбиљно.
Једног дана, док је њихова мајка одсутна у посети својој болесној мајци, Лени и његови пријатељи се шале са Џоијем. Они инсценирају инцидент користећи пиштољ-играчку, тако да Џои мисли да је пуцао и убио свог брата.
Џои, коме је речено да ће га полиција ухватити и затворити, бежи до најближе железничке станице и бежи на Кони Ајленд. Чини се да заборавља своју невољу и проводи дан лутајући аркадама, јахању понија, плажом — рајем за малог дечака. Новац за грицкалице добија уновчавајући боце за депозит и проводи ноћ спавајући испод шеталишта. У међувремену, Лени избезумљено покушава да га пронађе јер њихова мајка ускоро стиже кући.
Џои воли коње и почиње да се шета око вожње за јахања понија. Власник вожње постаје сумњичав да је Џои бегунац. Превари Џоија да му да своју адресу. Зове кући и упозорава Ленија. Лени долази на Кони Ајленд, и након бесне потраге, проналази малог Џоија.
Њихова мајка се враћа одмах након што су два брата стигла кући. Она није свесна шта се догодило, и задовољна што су се њена два сина тако добро понашала током њеног одсуства, каже да ће тог викенда имати награду: путовање на Кони Ајленд.

## Улоге
- Ричи Андруско као Џои Нортон
- Ричард Брустер као Лени Нортон
- Винифред Кјусинг као мајка
- Џеј Вилијамс као Џеј који јаше понија
- Вил Ли као фотограф
- Чарли Мос као Хари
- Томи Деканио као Чарли

Главни лик Џоија је играо Ричи Андруско, непрофесионални глумац који се никада није појавио ни у једном другом филму. Остали глумци у филму такође су углавном били непрофесионалци. Глумац Вил Ли (који је касније играо господина Хупера у Улици Сезам) појавио се као камео као фотограф на Кони Ајленду. Писац/редитељ Рејмонд Абрашкин и глумац Џеј Вилијамс касније су заједно написали серију научнофантастичних романа „Дени Дан“.